# Група паризиту
Паризит — загальна назва групи мінералів, фтор-карбонатів кальцію і рідкісних земель острівної будови. Синоніми: бунзит, мусит.

## Історія та етимологія
Названий за прізвищем Дж. Дж. Паріса (J. J. Paris) — власника і менеджера рудника Мусо, Колумбія, Південна Америка де вперше у 1835 р. знайдено мінерал. Тут він асоціюється зі смарагдом у бітумінозних вапняках крейдового періоду.

## Загальний опис
Загальна хімічна формула: Ca(Ce/La/Nd/REE)2(CO3)3F2.
Основне поширення має паризит-(Ce). Якщо в структурі переважає неодим, мінерал стає паризитом-(Nd), якщо лантан — паризитом-(La):
- паризит-(Ce) — {\displaystyle {\ce {CaCe2(CO3)3F2}}};

- паризит-(La) — {\displaystyle {\ce {CaLa2(CO3)3F2}}};

- паризит-(Nd) — {\displaystyle {\ce {Ca(Nd,Ce,La)2(CO3)3F2}}}[2] (вміст основних лантаноїдів: La 9,6 %; Ce 35,9 %; Pr 7,7 %; Nd 40,6 %[3]).

## Аналоги
У нефелін-сієнітовому районі Какорток на півдні Гренландії знайдений барій-паризит, який відрізняється тим, що містить барій замість кальцію, з формулою (CeF)2Ba(CO3)3: він називається кордиліт через булавоподібну форму його шестикутних кристалів.
Бастнезит — фторкарбонат церію, лантану і неодиму, з Бастнеса, поблизу Ріддархіттана, у Вестманланді, Швеція, та регіону Пайкс-Пік у Колорадо, Сполучені Штати.
Паризит ітріїстий — різновид паризиту, який містить до 8 % Y2O3.